# Liste der denkmalgeschützten Objekte in Niederndorferberg
Die Liste der denkmalgeschützten Objekte in Niederndorferberg enthält die 6 denkmalgeschützten, unbeweglichen Objekte der Gemeinde Niederndorferberg.

## Denkmäler
| Foto |                 | Denkmal                                                                              | Standort                                              | Beschreibung | Metadaten |
| ---- | --------------- | ------------------------------------------------------------------------------------ | ----------------------------------------------------- | --- | --- |
|      | Datei hochladen | Tafelkreuz beim Gachen HERIS-ID: 105197 Objekt-ID: 122161                            | bei Eiberg 8 KG: Niederndorferberg GstNr.: 2076/2     | Anmerkung: Objektvermutung | BDA-Hist.: Q37804784 Status: § 2a Stand der BDA-Liste: 2025-06-30 Name: Tafelkreuz beim Gachen                                                                       |
| ja   | Datei hochladen | Schulhauskapelle HERIS-ID: 105193 Objekt-ID: 122157 TKK: 3516                        | bei Eiberg 14 Standort KG: Niederndorferberg          | Die an das Schul- und Gemeindehaus angeschlossene Kapelle wurde 1979 nach Plänen von Edmund Praschberger anstelle eines 1848 gemeinsam mit der Schule erbauten Vorgängerbaus errichtet und 1982 geweiht. Der teils in den Hang verlaufende Bau mit abgewalmtem, eingangsseitig weit vorkragendem Satteldach und Dachreiter mit geschwungenem Zeltdach weist giebelseitig einen breiten rundbogigen Eingang mit zweiflügeliger Holztür auf. Im Innenraum mit holzverschalter Deckenuntersicht ist der Altarbereich um eine Stufe erhöht, an der Stirnwand führen zwei rundbogige Durchgänge zu Sakristei und Schulgebäude. | BDA-Hist.: Q37804756 Status: § 2a Stand der BDA-Liste: 2025-06-30 Name: Schulhauskapelle GstNr.: 1484/29 Schulhauskapelle, Niederndorferberg                         |
| ja   | Datei hochladen | Hof Hatzenstätt HERIS-ID: 40003 Objekt-ID: 39871 TKK: 3480                           | Gränzing 23 Standort KG: Niederndorferberg            | Der quergeteilte Einhof mit Mittelflurgrundriss stammt im Kern aus dem 14. Jahrhundert und ist mit 1756 bezeichnet. Im 20. Jahrhundert wurde er etliche Male erneuert. | BDA-Hist.: Q37992106 Status: Bescheid Stand der BDA-Liste: 2025-06-30 Name: Hof Hatzenstätt GstNr.: 209 Hof Hatzenstätt, Niederndorferberg                           |
| ja   | Datei hochladen | Kapelle Wildbichl HERIS-ID: 61606 Objekt-ID: 74028 TKK: 3483                         | bei Gränzing 30 Standort KG: Niederndorferberg        | Der gemauerte Kapellenbildstock mit geradem Chorschluss und schindelgedecktem Satteldach wurde 1652 erbaut und 1658 ausgemalt. An der südöstlichen Eingangsfassade befindet sich ein korbbogig geschlossenes Portal, darüber ein seitlich ausgerundetes Fenster mit schräger Laibung und im Giebelfeld eine gemalte Mariahilfdarstellung in karniesbogiger Mauernische. Das Innere weist ein Kreuzgewölbe auf, an den Wänden befinden sich Malereien mit Darstellung der hll. Antonius, Martin und Leonhard. | BDA-Hist.: Q38096526 Status: Bescheid Stand der BDA-Liste: 2025-06-30 Name: Kapelle Wildbichl GstNr.: 174 Kapelle Wildbichl, Niederndorferberg                       |
| ja   | Datei hochladen | Noppenbergkapelle, Heilig-Kreuz-Kapelle HERIS-ID: 105189 Objekt-ID: 122153 TKK: 3461 | gegenüber Noppenberg 3 Standort KG: Niederndorferberg | Die schlichte, einjochige Kapelle mit Dachreiter und rundem, leicht eingezogenem Chorschluss wurde 1819 errichtet, 1976 renoviert und in Teilen erneuert. Über der segmentbogigen Türe an der nach Osten orientierten Eingangsseite befindet sich ein Kreisfenster, darüber ein korbbogiges Bildfeld mit Kreuzigungsgruppe (bez. J.(osef) Huber, 1976). Auf der Ostseite befindet sich der viereckige, mit Blech verkleidete und weiß bemalte Dachreiter, er hat segmentbogige Öffnungen und ein oktogonales Zeltdach. Der Tonnengewölbe des Betraums ist malerisch aufwendig gestaltet. Der Chorbogen über dem Gesims und die Viertelkuppel des Chorraumes sind ebenfalls bemalt. Das Dach wird von einem hölzernen Dachstuhl getragen. | BDA-Hist.: Q37804745 Status: Bescheid Stand der BDA-Liste: 2025-06-30 Name: Noppenbergkapelle, Heilig-Kreuz-Kapelle GstNr.: .91 Noppenbergkapelle, Niederndorferberg |
| ja   | Datei hochladen | Lampenhof-Kapelle, Lampenkapelle HERIS-ID: 46176 Objekt-ID: 47882 TKK: 3494          | bei Praschberg 12 Standort KG: Niederndorferberg      | Die Hofkapelle am Praschberg wurde in der zweiten Hälfte des 18. Jahrhunderts errichtet. | BDA-Hist.: Q38019701 Status: Bescheid Stand der BDA-Liste: 2025-06-30 Name: Lampenhof-Kapelle, Lampenkapelle GstNr.: 587 Lampenkapelle, Niederndorferberg            |